# Enigma-Walzen

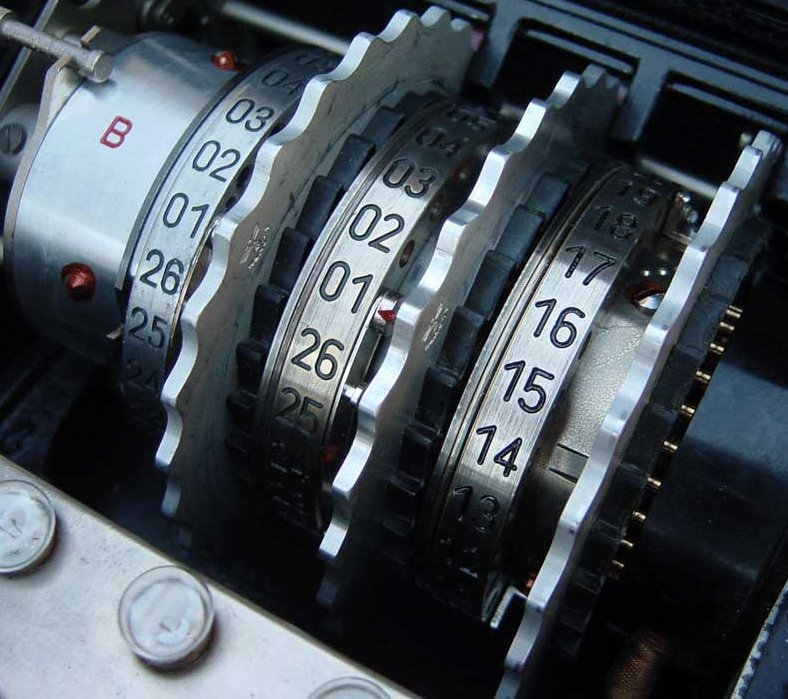
Der Walzensatz der Enigma I besteht aus der Umkehrwalze B (links), drei rotierenden Walzen und der Eintrittswalze (rechts). Der Ring der mittleren Walze ist hier auf 01 eingestellt (siehe rotes Dreieck in der Mitte des Bildes). Dazu wurde ein gefederter Stift nach rechts seitlich herausgezogen und der nun frei auf dem Walzenkörper bewegliche Ring passend gedreht. Bei Loslassen rastet der Stift in die Bohrung hier bei 01 ein (eine „leere“ ist darüber rechts neben 02 gut zu sehen). Dadurch wird der Ring arretiert und die vorgeschriebene Ringstellung ist eingestellt.

Herzstück der Enigma stellt ein Walzensatz dar, der aus einer Eintrittswalze (ETW), modellabhängig drei oder vier drehenden Walzen (Rotoren) sowie einer Umkehrwalze (UKW) besteht.
Die rotierenden Walzen wurden in der Regel nach Vorgabe einer (damals geheimen) „Schlüsseltafel“ aus einem Sortiment von zunächst drei (I bis III), nach 1938 zumeist fünf (I bis V), bei der Kriegsmarine acht (I bis VIII) oder mehr (siehe auch: Enigma M4) unterschiedlich verdrahteten (im Jargon: „geschalteten“) Walzen ausgewählt und in die Maschine eingesetzt.
Wichtig für die kryptographische Sicherheit der Maschine gegen unbefugte Entzifferung war die Geheimhaltung der inneren Verdrahtung der Walzen, was zwar versucht wurde, aber nicht gelang (siehe auch: Kryptanalyse der Enigma). Einige Enigma-Modelle erhielten von den Alliierten, speziell von den britischen Codeknacker in Bletchley Park, bestimmte Decknamen wie Rocket (deutsch: „Rakete“ nach der Dampflokomotive „The Rocket“) für die Reichsbahn-Enigma oder Shark (deutsch: „Hai“) für das Modell M4 beziehungsweise das Schlüsselnetz Triton, innerhalb dessen es eingesetzt wurde.

## Walzenaufbau

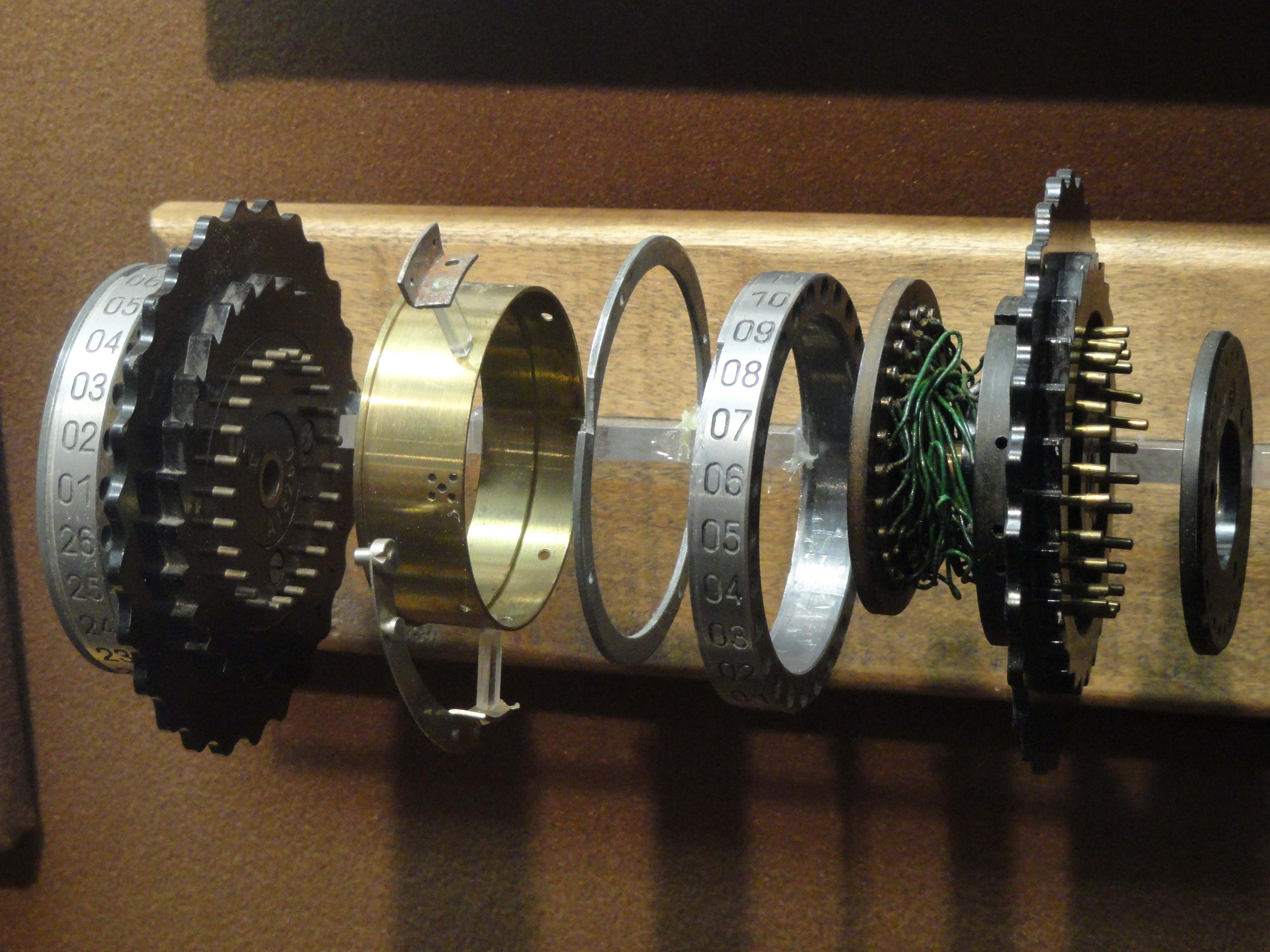
Links eine komplette Walze. Rechts davon eine weitere zerlegt in ihre Einzelteile. Die Drähte sind grün.

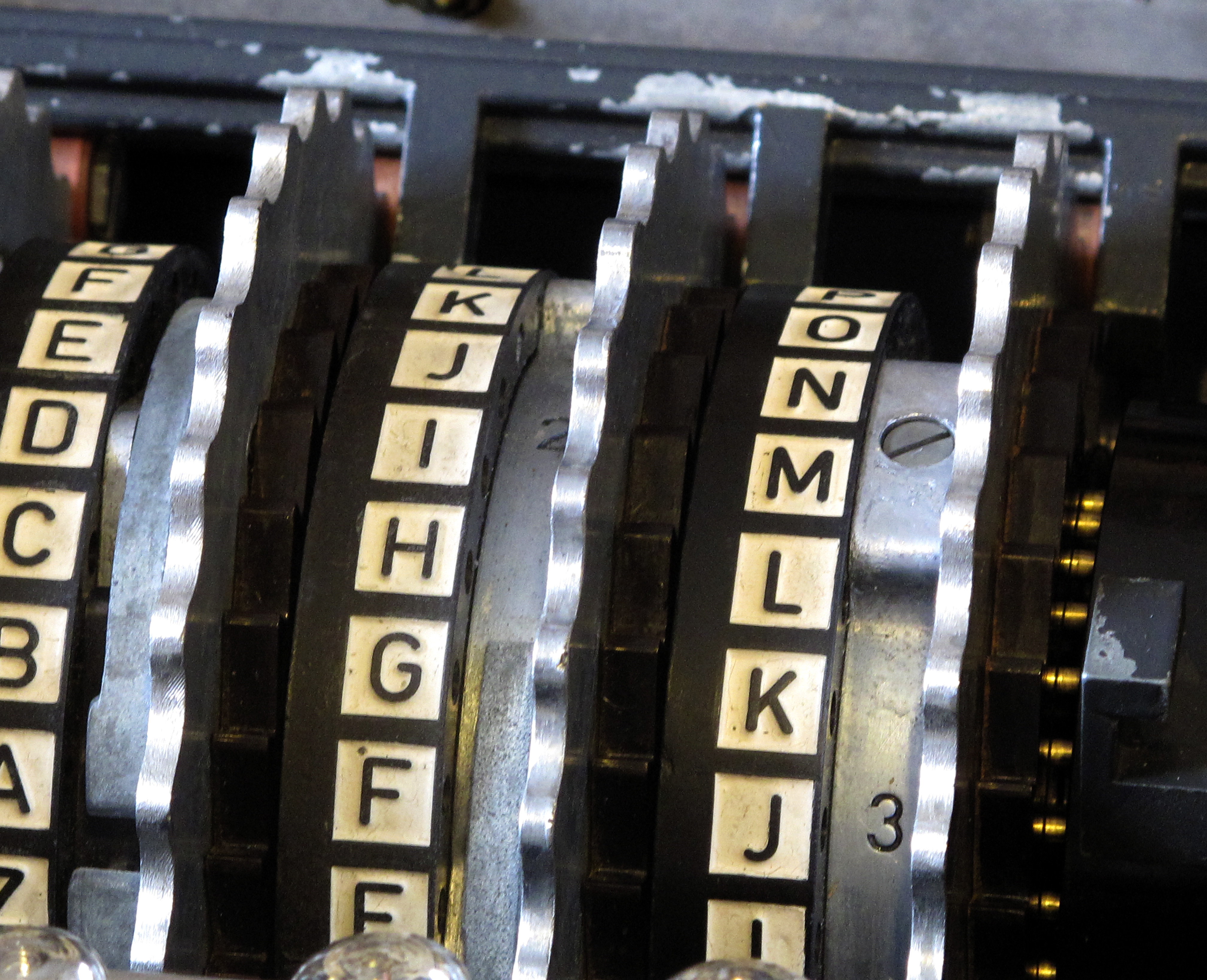
Die Walzen der Marine-Enigmas trugen Buchstaben (A–Z) statt Zahlen (01–26)

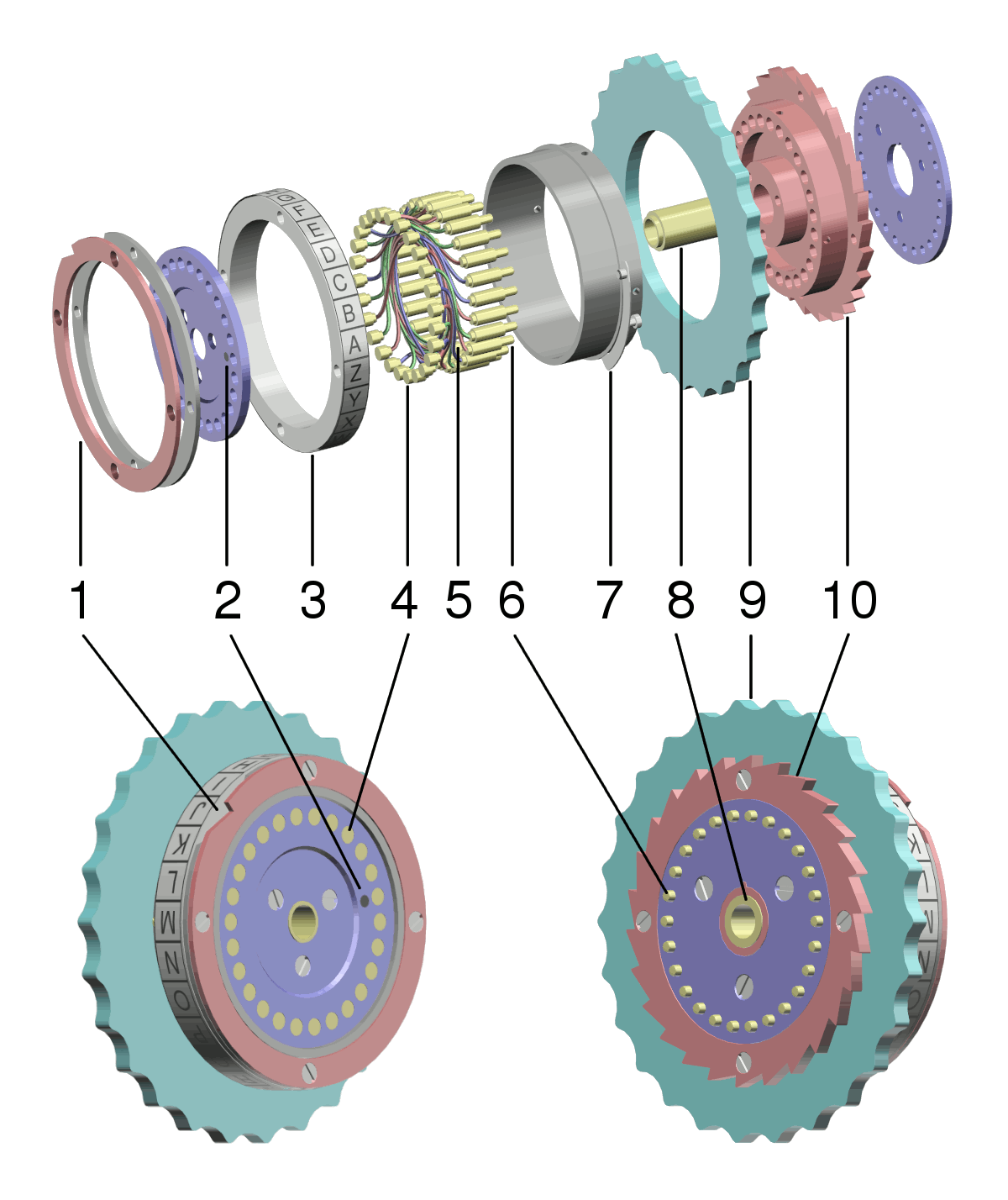
Innerer Aufbau einer Walze:
1 Ring mit Übertragskerbe
2 Markierpunkt des „A“-Kontakts
3 Alphabetring
4 Kontaktplättchen
5 Verbindungsdrähte
6 gefederte Kontaktstifte
7 gefederter Haltestift für Ring
8 Nabenlager
9 Handrändel
10 Vortriebszahnrad

Bei jeder Walze befinden sich auf der rechten Seite 26 gefederte Kontaktstifte. Auf der linken Seite der rotierenden Walzen sind es 26 Kontaktplättchen. Innerhalb der Walze ist jeweils ein Stift mit einer Platte durch einen isolierten Draht verbunden (im Bild grün), und zwar scheinbar regellos und bei jeder Walze unterschiedlich.
Außen sind die Walzen mit Zahlen (01–26) beziehungsweise Buchstaben (A–Z) beschriftet. Letzteres zog die Kriegsmarine vor (siehe auch: Enigma‑M), während bei Heer und Luftwaffe die Zahlennummerierung verwendet wurde (siehe auch: Enigma I).

## Walzenverdrahtung

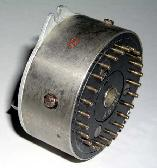
Umkehrwalze B (UKW B) als Reflektor

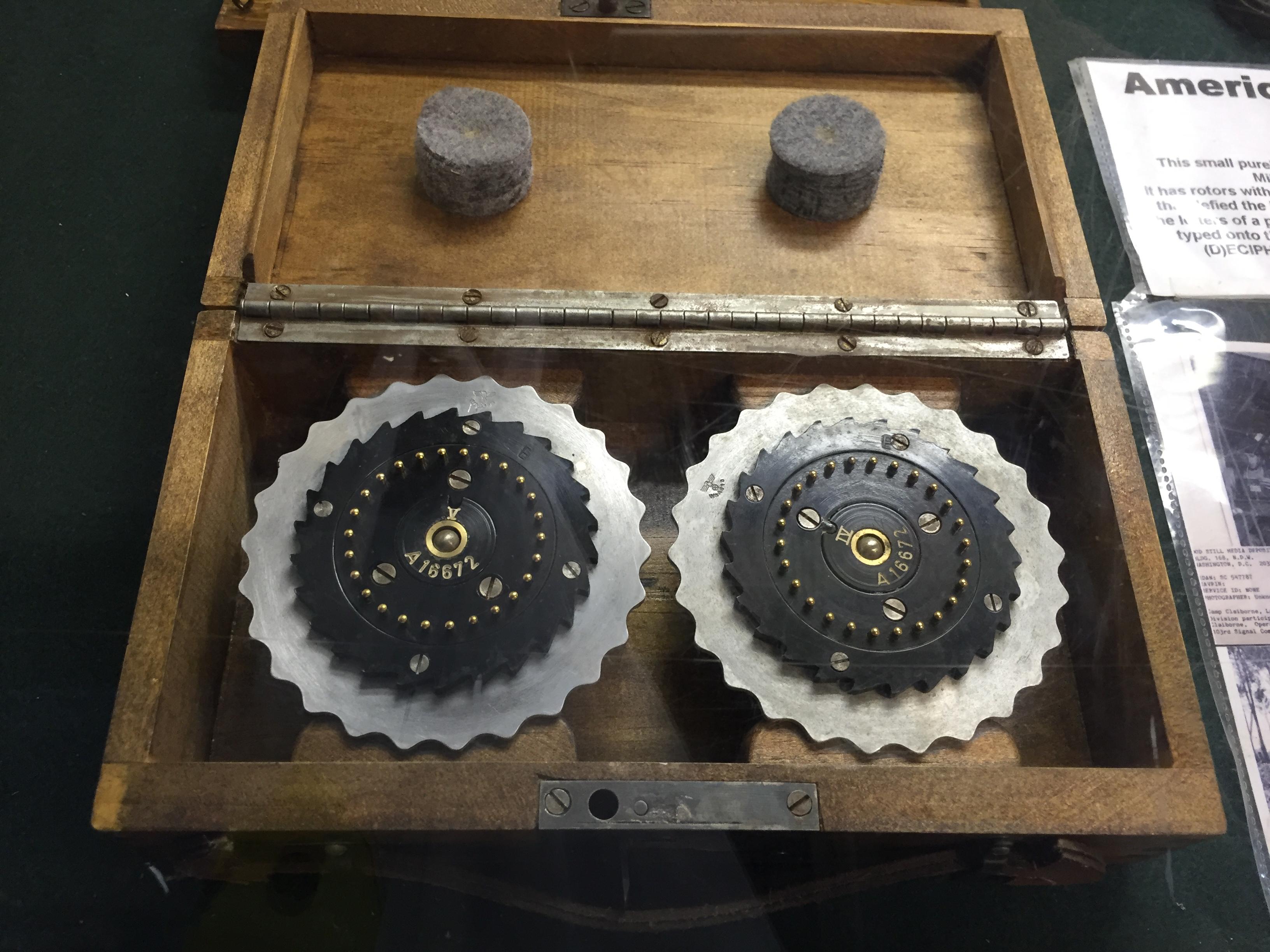
Durch die zusätzlichen Walzen IV und V (hier in Holzschatulle) wurde ab 15. Dezember 1938 die Anzahl der möglichen Walzenlagen der Enigma I von 6 (= 3·2·1) auf 60 (= 5·4·3) erweitert

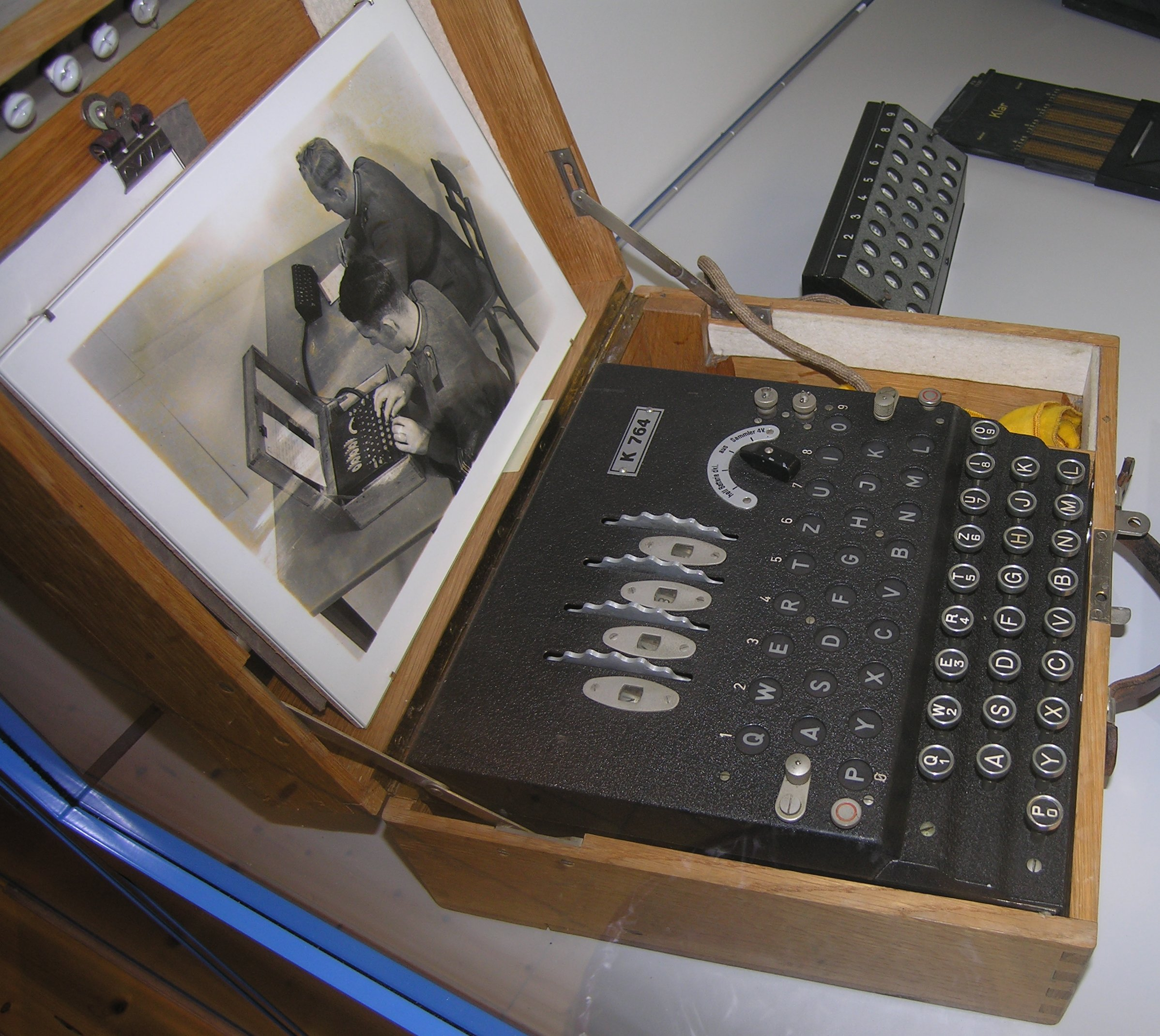
Die Walzen der an die Schweiz gelieferten Enigma K hatten eine besondere Verdrahtung

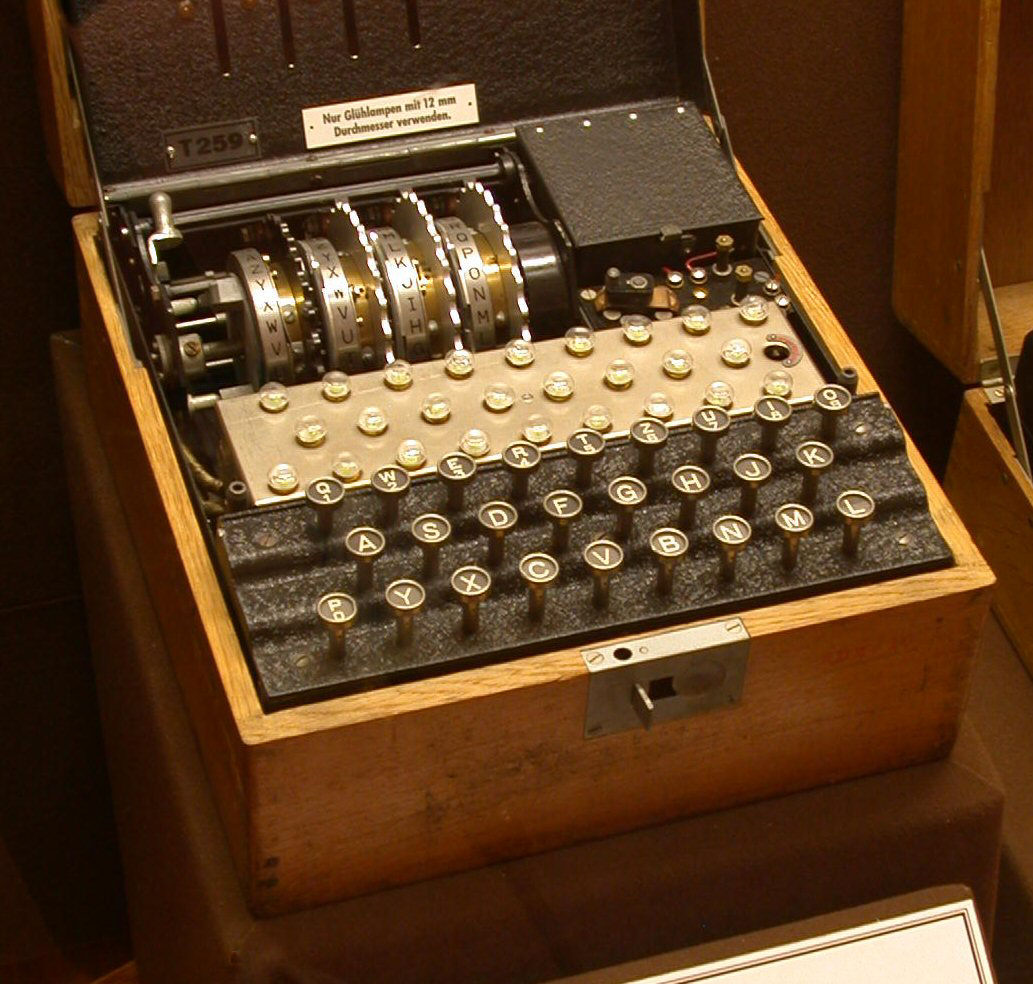
Die Enigma T („Tirpitz“) verfügt über eine setzbare UKW

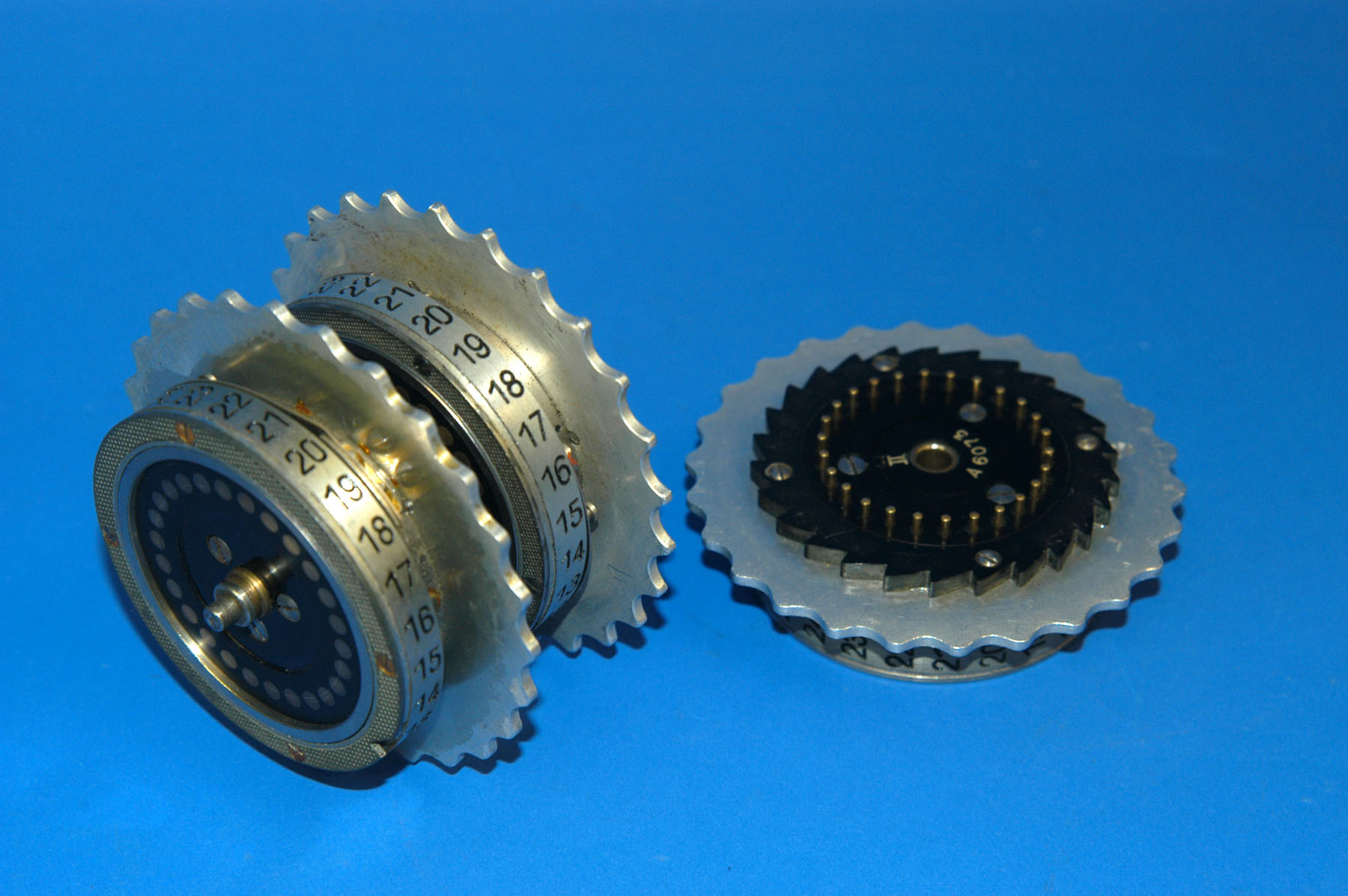
Die Walzen erbeuteter Enigmas wurden von den Norwegern neu verdrahtet und in Norenigmas eingesetzt

Die folgende Tabelle listet die interne Verdrahtung der Walzen, im damaligen Jargon als „Walzenschaltung“ bezeichnet, für die unterschiedlichen Modelle der Schlüsselmaschine Enigma auf (Abkürzungen: ETW = Eintrittswalze, UKW = Umkehrwalze). 
| Walze      | ABCDEFGHIJKLMNOPQRSTUVWXYZ | Einführungsdatum  | Modell         |
| ---------- | -------------------------- | ----------------- | -------------- |
| I (C)      | DMTWSILRUYQNKFEJCAZBPGXOHV | 1924              | Enigma-A und B |
| II (C)     | HQZGPJTMOBLNCIFDYAWVEUSRKX | 1924              | A und B        |
| III (C)    | UQNTLSZFMREHDPXKIBVYGJCWOA | 1924              | A und B        |
| Walze      | ABCDEFGHIJKLMNOPQRSTUVWXYZ | Einführungsdatum  | Modell         |
| ETW (D)    | JWULCMNOHPQZYXIRADKEGVBTSF | 1926              | Enigma-D       |
| UKW (D)    | IMETCGFRAYSQBZXWLHKDVUPOJN | 1926              | Enigma-D       |
| I (D)      | LPGSZMHAEOQKVXRFYBUTNICJDW | 1926              | Enigma-D       |
| II (D)     | SLVGBTFXJQOHEWIRZYAMKPCNDU | 1926              | Enigma-D       |
| III (D)    | CJGDPSHKTURAWZXFMYNQOBVLIE | 1926              | Enigma-D       |
| Walze      | 1 2 3 4 5 6 7 8 9 0        | Einführungsdatum  | Modell         |
| ETW        | 1 2 3 4 5 6 7 8 9 0        | 1930              | Enigma-Z       |
| UKW        | 5 0 7 9 1 8 3 6 4 2        | 1930              | Enigma-Z       |
| I          | 6 4 1 8 2 7 0 3 5 9        | 1930              | Enigma-Z       |
| II         | 5 8 4 1 0 9 7 6 3 2        | 1930              | Enigma-Z       |
| III        | 3 5 8 1 6 2 0 7 9 4        | 1930              | Enigma-Z       |
| Walze      | ABCDEFGHIJKLMNOPQRSTUVWXYZ | Einführungsdatum  | Modell         |
| ETW        | QWERTZUIOASDFGHJKPYXCVBNML | 7. Februar 1941   | Reichsbahn     |
| UKW        | QYHOGNECVPUZTFDJAXWMKISRBL | 7. Februar 1941   | Reichsbahn     |
| I          | JGDQOXUSCAMIFRVTPNEWKBLZYH | 7. Februar 1941   | Reichsbahn     |
| II         | NTZPSFBOKMWRCJDIVLAEYUXHGQ | 7. Februar 1941   | Reichsbahn     |
| III        | JVIUBHTCDYAKEQZPOSGXNRMWFL | 7. Februar 1941   | Reichsbahn     |
| Walze      | ABCDEFGHIJKLMNOPQRSTUVWXYZ | Einführungsdatum  | Modell         |
| ETW        | ABCDEFGHIJKLMNOPQRSTUVWXYZ | 1930              | Enigma I       |
| UKW A      | EJMZALYXVBWFCRQUONTSPIKHGD |                   |                |
| UKW B      | YRUHQSLDPXNGOKMIEBFZCWVJAT | 2. November 1937  |                |
| UKW C      | FVPJIAOYEDRZXWGCTKUQSBNMHL | 1940/41           |                |
| I          | EKMFLGDQVZNTOWYHXUSPAIBRCJ | 1930              | Enigma I       |
| II         | AJDKSIRUXBLHWTMCQGZNPYFVOE | 1930              | Enigma I       |
| III        | BDFHJLCPRTXVZNYEIWGAKMUSQO | 1930              | Enigma I       |
| IV         | ESOVPZJAYQUIRHXLNFTGKDCMWB | 15. Dezember 1938 | M3 (Heer)      |
| V          | VZBRGITYUPSDNHLXAWMJQOFECK | 15. Dezember 1938 | M3 (Heer)      |
| VI         | JPGVOUMFYQBENHZRDKASXLICTW | 1939              | M3 und M4      |
| VII        | NZJHGRCXMYSWBOUFAIVLPEKQDT | 1939              | M3 und M4      |
| VIII       | FKQHTLXOCBJSPDZRAMEWNIUYGV | 1939              | M3 und M4      |
| Walze      | ABCDEFGHIJKLMNOPQRSTUVWXYZ | Einführungsdatum  | Modell         |
| ETW        | ABCDEFGHIJKLMNOPQRSTUVWXYZ |                   | M4             |
| UKW Bruno  | ENKQAUYWJICOPBLMDXZVFTHRGS | 1. Februar 1942   | M4             |
| UKW Cäsar  | RDOBJNTKVEHMLFCWZAXGYIPSUQ | 1. Juli 1943      | M4             |
| Beta       | LEYJVCNIXWPBQMDRTAKZGFUHOS | 1. Februar 1942   | M4             |
| Gamma      | FSOKANUERHMBTIYCWLQPZXVGJD | 1. Juli 1943      | M4             |
| Walze      | ABCDEFGHIJKLMNOPQRSTUVWXYZ | Einführungsdatum  | Modell         |
| ETW (K)    | QWERTZUIOASDFGHJKPYXCVBNML | Februar 1939      | Schweizer K    |
| UKW (K)    | IMETCGFRAYSQBZXWLHKDVUPOJN | Februar 1939      | Schweizer K    |
| I (K)      | PEZUOHXSCVFMTBGLRINQJWAYDK | Februar 1939      | Schweizer K    |
| II (K)     | ZOUESYDKFWPCIQXHMVBLGNJRAT | Februar 1939      | Schweizer K    |
| III (K)    | EHRVXGAOBQUSIMZFLYNWKTPDJC | Februar 1939      | Schweizer K    |
| Walze      | ABCDEFGHIJKLMNOPQRSTUVWXYZ | Einführungsdatum  | Modell         |
| ETW (T)    | KZROUQHYAIGBLWVSTDXFPNMCJE | 1943              | Tirpitz        |
| UKW (T)    | GEKPBTAUMOCNILJDXZYFHWVQSR | 1943              | Tirpitz        |
| I (T)      | KPTYUELOCVGRFQDANJMBSWHZXI | 1943              | Tirpitz        |
| II (T)     | UPHZLWEQMTDJXCAKSOIGVBYFNR | 1943              | Tirpitz        |
| III (T)    | QUDLYRFEKONVZAXWHMGPJBSICT | 1943              | Tirpitz        |
| IV (T)     | CIWTBKXNRESPFLYDAGVHQUOJZM | 1943              | Tirpitz        |
| V (T)      | UAXGISNJBVERDYLFZWTPCKOHMQ | 1943              | Tirpitz        |
| VI (T)     | XFUZGALVHCNYSEWQTDMRBKPIOJ | 1943              | Tirpitz        |
| VII (T)    | BJVFTXPLNAYOZIKWGDQERUCHSM | 1943              | Tirpitz        |
| VIII (T)   | YMTPNZHWKODAJXELUQVGCBISFR | 1943              | Tirpitz        |
| Walze      | ABCDEFGHIJKLMNOPQRSTUVWXYZ | Einführungsdatum  | Modell         |
| ETW (G)    | QWERTZUIOASDFGHJKPYXCVBNML | 1931              | Enigma-G       |
| UKW (G31)  | IMETCGFRAYSQBZXWLHKDVUPOJN | 1931              | Enigma-G       |
| I (G31)    | LPGSZMHAEOQKVXRFYBUTNICJDW | 1931              | Enigma-G       |
| II (G31)   | SLVGBTFXJQOHEWIRZYAMKPCNDU | 1931              | Enigma-G       |
| III (G31)  | CJGDPSHKTURAWZXFMYNQOBVLIE | 1931              | Enigma-G       |
| UKW (G111) | IMETCGFRAYSQBZXWLHKDVUPOJN |                   | Enigma-G       |
| I (G111)   | WLRHBQUNDKJCZSEXOTMAGYFPVI |                   | Enigma-G       |
| II (G111)  | TFJQAZWMHLCUIXRDYGOEVBNSKP |                   | Enigma-G       |
| III (G111) | ?                          |                   | Enigma-G       |
| IV (G111)  | ?                          |                   | Enigma-G       |
| V (G111)   | QTPIXWVDFRMUSLJOHCANEZKYBG |                   | Enigma-G       |
| UKW (G260) | IMETCGFRAYSQBZXWLHKDVUPOJN |                   | Enigma-G       |
| I (G260)   | RCSPBLKQAUMHWYTIFZVGOJNEXD |                   | Enigma-G       |
| II (G260)  | WCMIBVPJXAROSGNDLZKEYHUFQT |                   | Enigma-G       |
| III (G260) | FVDHZELSQMAXOKYIWPGCBUJTNR |                   | Enigma-G       |
| UKW (G312) | RULQMZJSYGOCETKWDAHNBXPVIF |                   | Enigma-G       |
| I (G312)   | DMTWSILRUYQNKFEJCAZBPGXOHV |                   | Enigma-G       |
| II (G312)  | HQZGPJTMOBLNCIFDYAWVEUSRKX |                   | Enigma-G       |
| III (G312) | UQNTLSZFMREHDPXKIBVYGJCWOA |                   | Enigma-G       |
| Walze      | ABCDEFGHIJKLMNOPQRSTUVWXYZ | Einführungsdatum  | Modell         |
| ETW        | ABCDEFGHIJKLMNOPQRSTUVWXYZ | 1945              | Norenigma      |
| UKW        | MOWJYPUXNDSRAIBFVLKZGQCHET | 1945              | Norenigma      |
| I          | WTOKASUYVRBXJHQCPZEFMDINLG | 1945              | Norenigma      |
| II         | GJLPUBSWEMCTQVHXAOFZDRKYNI | 1945              | Norenigma      |
| III        | JWFMHNBPUSDYTIXVZGRQLAOEKC | 1945              | Norenigma      |
| IV         | ESOVPZJAYQUIRHXLNFTGKDCMWB | 1945              | Norenigma      |
| V          | HEJXQOTZBVFDASCILWPGYNMURK | 1945              | Norenigma      |

## Sonderschaltungen

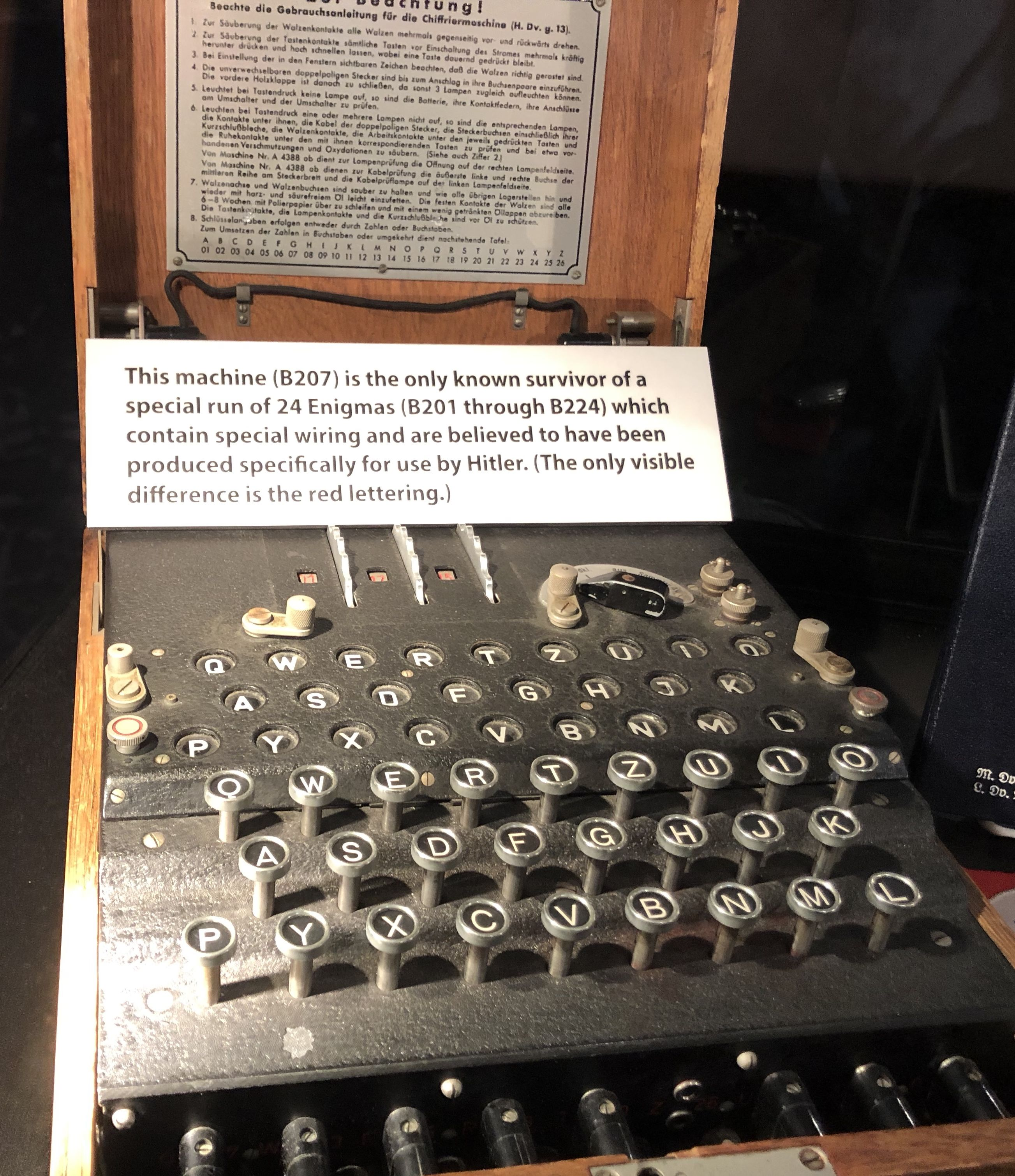
Diese Enigma I mit der Seriennummer B207 ist eine der wenigen erhaltenen mit „Sonderschaltungen“, also speziell verdrahteten Walzen, hier äußerlich an den roten (statt schwarzen) Zahlen in den Walzenfenstern zu erkennen

Mit nur wenigen Ausnahmen wurden die angegebenen Walzenverdrahtungen niemals verändert. (Was einen erheblichen Verzicht an kryptographischen Komplikationen bedeutete.) Zu den seltenen Ausnahmen zählten Maschinen für Kunden, die ausdrücklich exklusiv verdrahtete Walzen wünschten. Auch für spezielle Anwendungsfelder der Maschine, wie beispielsweise im diplomatischen Dienst, insbesondere für deutsche Militärattachés in verbündeten oder neutralen Staaten, wurden Walzensätze mit eigenen Walzenverdahtungen gefertigt, genannt „Sonderschaltungen“. In der Regel betraf dies nur die Verdrahtung der Rotoren (I bis III oder I bis V) und nicht die UKW, die ihre bekannte Verdrahtung (siehe UKW B) behielt. Jedoch gab es auch Ausnahmen, wie beispielsweise bei der in den 1980er-Jahren im Haus eines ehemaligen Geheimdienstmitarbeiters gefundenen Sondermaschine mit der Typbezeichnung 17401S/jla/43. Dabei ist „17401“ die Seriennummer der Maschine, ergänzt um „S“ (vermutlich für „Sonder“), „jla“ das codierte Fertigungskennzeichen für das Herstellerwerk Heimsoeth & Rinke, und „43“ das Herstelljahr, also 1943.
| Walze   | ABCDEFGHIJKLMNOPQRSTUVWXYZ | Einführungsdatum | Modell |
| ------- | -------------------------- | ---------------- | ------ |
| UKW (S) | CIAGSNDRBYTPZFULVHEKOQXWJM | 1943             | I      |
| I (S)   | VEOSIRZUJDQCKGWYPNXAFLTHMB | 1943             | I      |
| II (S)  | UEMOATQLSHPKCYFWJZBGVXIDNR | 1943             | I      |
| III (S) | TZHXMBSIPNURJFDKEQVCWGLAOY | 1943             | I      |

Häufig wurden diese besonderen Walzensätze mit Namen aus dem damaligen deutschen Buchstabieralphabet, also Anton, Berta, Cäsar, Dora, Emil oder Friedrich gekennzeichnet oder mithilfe von griechischen Buchstaben wie α (Alpha), β (Beta), γ (Gamma) oder δ (Delta). Zu den bekannten Enigma-Maschinen mit Sonderschaltung gehören die dreißig sogenannten „Delta-Maschinen“ mit den Seriennummern A 16081 bis A 16110. Im Juli 1945 gelang es einer Gruppe des amerikanischen Target Intelligence Committee (TICOM) eine solche Delta-Maschine in Zagreb zu finden, die im Krieg vom dortigen deutschen Militärattaché benutzt worden war, um mit Berlin (Attachéabteilung im OKH) zu kommunizieren.
Zu den Enigma mit Sonderschaltungen gehören die Exemplare mit den Seriennummern B201 bis B224, wie die im Bild, die vermutlich für den Einsatz im Führerhauptquartier bestimmt waren.

## Übertragskerben

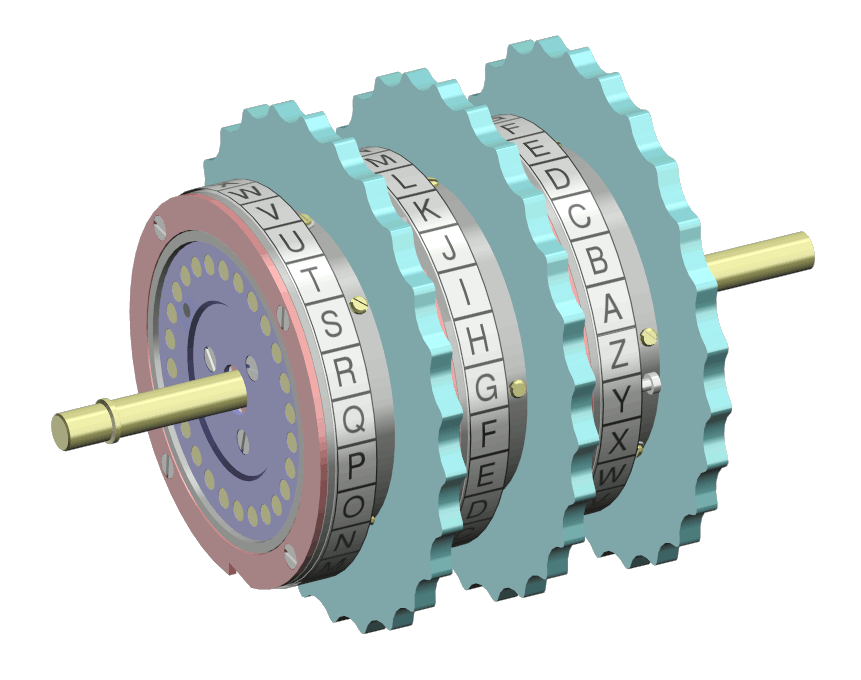
Walzensatz: Links unten ist eine Übertragskerbe zu erkennen

Abhängig von der Position der Übertragskerbe, die sich bei den verschiedenen Walzen an unterschiedlichen Stellen befindet, dreht sich die im Walzensatz jeweils links benachbarte Walze genau dann um eine Position weiter (Walzenübertrag), wenn im Walzenfenster der rechts davon befindlichen Walze ein ganz bestimmter Buchstabe erscheint. Für die Walzen I bis V hatten sich die Codeknacker in Bletchley Park den (sprachlich unsinnigen) Merkspruch „Royal Flags Wave Kings Above“ gebildet, der in dieser Reihenfolge den jeweiligen Buchstaben nennt, der stets im Sichtfenster erscheint, nachdem ein Übertrag auf die nächste Walze erfolgt ist.
| Walze         | Übertragskerbe                    | Übertrag                                                                                            |
| ------------- | --------------------------------- | --------------------------------------------------------------------------------------------------- |
| I             | Q                                 | Der Übertrag erfolgt, wenn diese Walze sich von Q auf R fortdreht                                   |
| II            | E                                 | Der Übertrag erfolgt, wenn diese Walze sich von E auf F fortdreht                                   |
| III           | V                                 | Der Übertrag erfolgt, wenn diese Walze sich von V auf W fortdreht                                   |
| IV            | J                                 | Der Übertrag erfolgt, wenn diese Walze sich von J auf K fortdreht                                   |
| V             | Z                                 | Der Übertrag erfolgt, wenn diese Walze sich von Z auf A fortdreht                                   |
| VI, VII, VIII | Z+M                               | Der Übertrag geschieht beim Übergang von Z auf A und von M auf N                                    |
|               | Enigma-Z                          | Der Übertrag erfolgt bei allen drei Walzen beim Übergang von 9 auf 0                                |
|               | Enigma-T („Tirpitz“)              | Der Übertrag erfolgt beim Übergang vom angegebenen auf den alphabetisch darauf folgenden Buchstaben |
| I (T)         | E,K,Q,W,Z                         | 5 Übertragskerben                                                                                   |
| II (T)        | F,L,R,W,Z                         | 5 Übertragskerben                                                                                   |
| III (T)       | E,K,Q,W,Z                         | 5 Übertragskerben                                                                                   |
| IV (T)        | F,L,R,W,Z                         | 5 Übertragskerben                                                                                   |
| V (T)         | C,F,K,R,Y                         | 5 Übertragskerben                                                                                   |
| VI (T)        | E,I,M,Q,X                         | 5 Übertragskerben                                                                                   |
| VII (T)       | C,F,K,R,Y                         | 5 Übertragskerben                                                                                   |
| VIII (T)      | E,I,M,Q,X                         | 5 Übertragskerben                                                                                   |
|               | Abwehr-Enigma (G)                 | Der Übertrag erfolgt beim Übergang vom angegebenen auf den alphabetisch darauf folgenden Buchstaben |
| I (G)         | A,B,C,E,F,G,I,K,L,O,P,Q,S,U,V,W,Z | 17 Übertragskerben                                                                                  |
| II (G)        | A,C,D,F,G,H,K,M,N,Q,S,T,V,Y,Z     | 15 Übertragskerben                                                                                  |
| III (G)       | A,E,F,H,K,M,N,R,U,W,X             | 11 Übertragskerben                                                                                  |

## Umkehrwalze D
Bei der Umkehrwalze D (auch: Umkehrwalze Dora, Abkürzung: UKW D, von den Briten „Uncle Dick“ genannt) handelt es sich um eine spezielle UKW, die sich dadurch auszeichnet, dass ihre Verdrahtung – im Gegensatz zu allen anderen Walzen der Enigma – durch den Benutzer schlüsselabhängig geändert werden konnte. Sie wurde ab dem 1. Januar 1944 von der deutschen Luftwaffe für die Enigma I in einigen Schlüsselkreisen in Frankreich und Norwegen eingesetzt.

## Lückenfüllerwalzen
Eine bedeutende Innovation, die die kryptographische Sicherheit der Enigma erheblich verbessert hätte, die aber zu spät kam, um während des Krieges noch eingesetzt werden zu können, waren die sogenannten „Lückenfüllerwalzen“ (Foto siehe unter Weblinks). Diese neuartigen Rotoren erlaubten es „an jeder Walze Schaltlücken beliebig nach Art und Zahl einzustellen“. Die Einstellungen hätten schlüsselabhängig verändert werden können und so wesentlich zur kryptographischen Stärkung der Maschine beigetragen. Das amerikanische Target Intelligence Committee (TICOM) konfiszierte gegen Ende des Krieges sämtliche Informationen über die Lückenfüllerwalze und hielt sie für viele Jahre sorgsam unter Verschluss. Falls sie in ausreichender Stückzahl hätte gefertigt und eingesetzt werden können, so wären die britischen Codeknacker vermutlich aus dem Rennen gewesen, insbesondere, wenn es, wie geplant, gelungen wäre, die Lückenfüllerwalze in Kombination mit der Umkehrwalze D einzusetzen.